# هنین پترسن
هنین پترسن (انگلیسی: Henning Petersen؛ زادهٔ ۳ سپتامبر ۱۹۳۹) دوچرخه‌سوار اهل دانمارک است.